# Ciutat de Barcelona 2006
Il Ciutat de Barcelona 2006 è stato un torneo di tennis facente parte della categoria ATP Challenger Series nell'ambito dell'ATP Challenger Series 2006. Il torneo si è giocato a Barcellona in Spagna dal 9 al 15 ottobre 2006 su campi in terra rossa.

## Vincitori

### Singolare
Marcel Granollers ha battuto in finale  Óscar Hernández con il punteggio di 6–4, 6–1

### Doppio
Tomas Behrend /  Flavio Cipolla hanno battuto in finale  Pablo Andújar /  Marcel Granollers con il punteggio di 6–3, 6–2